# Rachel Corrie

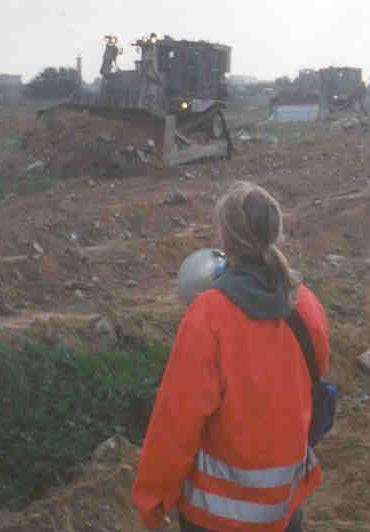
Rachel Corrie vid genomförandet av sin motståndsaktion den 16 mars 2003, strax innan hon krossas till döds.

Rachel Aliene Corrie, född 10 april 1979 i Olympia, Washington, död 16 mars 2003 i Rafah, Gazaremsan, var en amerikansk fredsaktivist från International Solidarity Movement (ISM). Hon krossades till döds på Gazaremsan av en schaktmaskin tillhörande Israels försvarsmakt (IDF). Vid sin död agerade Corrie mänsklig sköld framför ett palestinskt hem som IDF bestämt skulle demoleras.
IDF har hävdat att dödsfallet berodde på att schaktmaskinföraren hade begränsad sikt. Ögonvittnen från ISM uppgav att det inte fanns något som kunde skymma förarens sikt.

## Dödsfall och eftermäle
Den exakta orsaken till Corries död och schaktmaskinförarens ansvar är omtvistade. Ögonvittnen säger att schaktmaskinen körde över Corrie med avsikt. Den israeliska regeringen säger att det var en olycka eftersom schaktmaskinföraren inte kunde se henne.
År 2005 stämde Corries föräldrar staten Israel. I stämningen anklagades Israel för att inte ha gjort en fullständig och trovärdig undersökning av orsaken till och ansvaret för Corries död, och att hon hade antingen blivit avsiktligt dödad eller att soldaterna hade agerat med vårdslös försummelse. Corries föräldrar yrkade ett symboliskt skadestånd på en dollar för att visa att stämningen handlade om rättvisa för deras dotter och den palestinska saken hon hade försvarat.
I augusti 2012 avvisade en israelisk domstol stämningen. Domstolen vidhöll resultaten från den israeliska militära undersökningen 2003 och meddelade i sitt utslag att den israeliska regeringen inte var ansvarig för Corries död. Utslaget, det israeliska rättssystemet och den undersökning som därvid rentvåddes har blivit kritiserade.
En teaterpjäs om Rachel Corrie har uppförts i Sverige och amerikanske musikern David Rovics har gjort en sång om henne som heter The Death of Rachel Corrie.
Tom Gross diskuterar i en artikeln "The Forgotten Rachels" sex andra kvinnor med namnet Rachel som var judiska offer av Israel–Palestina-konflikten. Deras död, som han skriver, fick liten eller ingen press utanför Israel.
Detta kan jämföras med totalt antal dödade i Israel-Palestinakonflikten under åren 2008-2012. Enligt The Israeli Information Center for Human Rights in the Occupied Territories, dödades under denna tid totalt 1717 palestinier av israeler, att jämföras med 34 israeler som dödades under samma tid. Detaljer om dödade i konflikten samlas av organisationen B’Tselem i Jerusalem. 

## Fotnoter
1. ↑  reckless neglect